# Топорков, Василий Осипович
Василий Осипович Топорков (4 [16] марта 1889 или 17 марта 1889, Санкт-Петербург — 25 августа 1970, Москва, РСФСР, СССР) — русский и советский актёр театра и кино, театральный режиссёр, педагог; народный артист СССР (1948). Лауреат двух Сталинских премий первой степени (1946, 1952).

## Биография
Родился 4 (16) марта 1889 года (по другим источникам — 5 (17) марта 1889 года) в Санкт-Петербурге в семье сторожа Казанского собора Осипа Матвеевича Топоркова, выходца из крестьян Владимирской губернии.
Семья жила в доме для служащих собора, где обитали сторожа и церковные певчие. Детство проходило в мещанском окружении. Жизнь была относительно обеспеченной, сытой, но блёклой, отгороженной от внешнего мира двором казённого дома. Уже в восемь лет мальчик отличался верным слухом и музыкальной одаренностью.
В 1897—1906 годах учился в инструментальных классах Придворной певческой капеллы, в 1906—1909 годах — на Драматических курсах Санкт-Петербургского Императорского театрального училища (ныне Российский государственный институт сценических искусств) (класс В. Н. Давыдова и С. И. Яковлева).
На театральную сцену вышел впервые в 1909 году, играл в Санкт-Петербургском театре Народного дома. В 1909—1914 годах — актёр Санкт-Петербургского театра литературно-художественного общества (Суворинский театр).
В начале Первой мировой войны призван в армию и направлен на фронт. В сентябре 1914 года попал в плен, где провёл более четырёх лет.
В 1919—1927 годах — актёр «3-го театра РСФСР. Комедия» (бывший Театр Корша) в Москве. Играл главным образом характерные, часто комедийные роли.
С 1927 года работал во МХАТе, где подготовил под руководством К. С. Станиславского роли Ванечки в «Растратчиках» В. П. Катаева и Чичикова в «Мёртвых душах» по Н. В. Гоголю.
Актёр широкого творческого диапазона, блестящий мастер внешнего и внутреннего перевоплощения. Игра отличалась предельной органичностью, острым, выразительным внешним рисунком. Игравший после возобновления «Дней Турбиных» роль Мышлаевского, заслужил от М. А. Булгакова похвалу: «… мне кажется, что Топорков моего Мышлаевского лучше понял», «Топорков играет Мышлаевского первоклассно». Сочетание беспощадности психологического анализа и лёгкости, изящества комедийной формы продемонстрировал в роли одураченного, доверчивого Оргона в пьесе «Тартюф» Мольера (1939). Образ страстного мечтателя, человека высокой принципиальности и чистоты создал, играя роль председателя горисполкома коммуниста Береста в спектакле «Платон Кречет» А. Е. Корнейчука (1935).

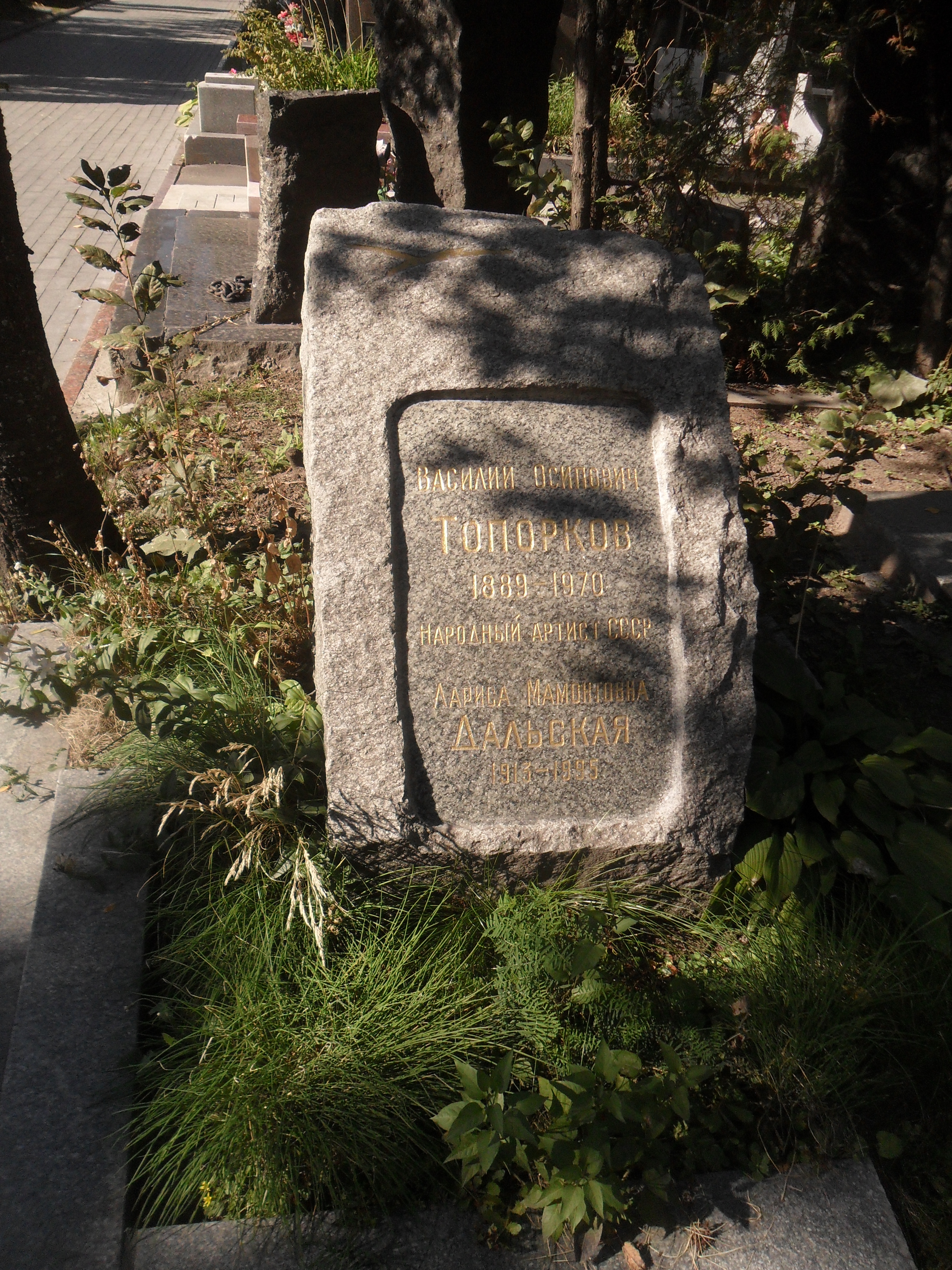
Могила Топоркова на Новодевичьем кладбище Москвы.

С 1939 года занимался режиссурой. Режиссёр-постановщик спектаклей «Последние дни», «Тартюф» во МХАТе СССР имени М. Горького; «Азорские острова» и «Весенний смотр» в Московском театре Сатиры.
В 1940 году — художественный руководитель и главный режиссёр Московского театра миниатюр (ныне театр «Эрмитаж»).
Преподавал в Оперно-драматической студии имени К. С. Станиславского (ныне Электротеатр Станиславский), в Театре-студии под руководством Алексея Дикого и в Школе-студии МХАТ (с 1948 — профессор по кафедре мастерства актёра). Его учениками в Школе-студии МХАТ были В. И. Гафт, Л. К. Дуров, О. Н. Ефремов, О. П. Табаков, Е. Я. Урбанский, С. Д. Столяров. Г.А.Барышева.
Являясь одним из крупнейших театральных педагогов своего времени, личной актёрской практикой давал студентам больше, чем объяснениями на занятиях. «Для меня В. О. Топорков был больше, нежели только учитель, — говорил Олег Табаков. — Он доверял мне. Такое доверие мастера льстило и как бы окрыляло. Я начал ощущать уверенность в себе и всё более увлекался тем, что ныне называю технологией профессии».
Был одним из последовательных учеников К. С. Станиславского, активно пропагандировал его систему, автор книг «Станиславский на репетиции», «О технике актёра» и статей об учении К. С. Станиславского.
Умер 25 августа 1970 года в Москве на 82-м году жизни. Похоронен на Новодевичьем кладбище (участок № 7).

## Творчество

### Роли в театре

#### Санкт-Петербургский театр литературно-художественного общества
- «Война и мир» по Л. Н. Толстому — Платон Каратаев

#### «3-й театр РСФСР. Комедия» (бывшийТеатр Корша)
- «Слуга двух господ» К. Гольдони — Труффальдино
- «Женитьба Бальзаминова» А. Н. Островского — Михаил Дмитриевич Бальзаминов
- «Укрощение строптивой» Шекспира — Грумио
- «Анна Кристи» Ю. О’Нила — капитан Кристоферсен
- «Эуген несчастный» Э. Толлера — Михель
- «Освобожденный Дон Кихот» А. В. Луначарского — Санчо Панса

#### Московский Художественный театр
- «Гроза» А. Н. Островского — Тихон
- «Дни Турбиных» М. А. Булгакова — Виктор Викторович Мышлаевский
- 1928 — «Растратчики» В. П. Катаева — Ванечка
- 1929 — «Вишнёвый сад» А. П. Чехова — Семён Пантелеевич Епиходов
- 1930 — «Три толстяка» Ю. К. Олеши — продавец воздушных шаров
- 1932 — «Мёртвые души» М. А. Булгакова по Н. В. Гоголю — Павел Иванович Чичиков
- 1934 — «Егор Булычов и другие» М. Горького. Режиссёр: В. Г. Сахновский — Павлин
- 1934 — «Пиквикский клуб» по Ч. Диккенсу — Сэм Уэллер
- 1935 — «Платон Кречет» А. Е. Корнейчука — Павел Семёнович Берест
- 1937 — «Земля» Н. Е. Вирты — А. С. Антонов
- 1939 — «Тартюф» Мольера — Оргон
- 1942 — «Фронт» А. Е. Корнейчука — Хрипун
- 1943 — «Глубокая разведка» А. А. Крона — Матвей Леонтьевич Морис
- 1943 — «Последние дни» М. А. Булгакова — Битков
- 1944 — «Последняя жертва» А. Н. Островского — Дергачёв
- 1947 — «Дни и ночи» К. М. Симонова — Ремизов
- 1948 — «Лес» А. Н. Островского — Аркашка Счастливцев
- 1949 — «Илья Головин» С. В. Михалкова — Илья Петрович Головин
- 1951 — «Плоды просвещения» Л. Н. Толстого — профессор Кругосветлов
- 1957 — «Дворянское гнездо» по И. С. Тургеневу — Лемм
- 1958 — «Лиса и виноград» Г. Фигейредо — философ Эзоп
- 1961 — «Над Днепром» А. Е. Корнейчука — Мак
- 1966 — «Ревизор» Н. В. Гоголя — Пётр Иванович Добчинский
- 1967 — «Чрезвычайный посол» А. С. и П. Л. Тур — папаша Гунар
- 1968 — «Дни Турбиных» М. А. Булгакова — сторож Максим
- 1969 — «Соловьиная ночь» В. И. Ежова — профессор

### Постановки в театре

#### Московский Художественный театр
- 1939 — «Тартюф» Мольера (совместно с М. Н. Кедровым)
- 1943 — «Последние дни» М. А. Булгакова (совместно с В. Я. Станицыным)
- 1948 — «Лес» А. Н. Островского (совместно с М. Н. Кедровым и В. А. Орловым)
- 1949 — «Илья Головин» С. В. Михалкова (совместно с Н. М. Горчаковым и М. М. Яншиным)

#### Московский театр сатиры
- 1935 — «Азорские острова» В. В. Шкваркина (совместно с В. С. Канцелем)
- 1937 — «Весенний смотр» В. В. Шкваркина (совместно с Н. М. Горчаковым)

### Фильмография
1. 1914 — Русские частушки и пляски — исполнитель частушек[4]
2. 1924 — Морозко (короткометражный) — Старик
3. 1927 — Победа женщины — Байдуров, помещик
4. 1927 — Чужая — мануфактурист Сковородулин
5. 1929 — Преступление Ивана Караваева — ходок от колхоза
6. 1933 — Марионетки — директор театра марионеток
7. 1933 — Чёрный барак — Костя Битюков
8. 1935 — Граница — Тувим
9. 1935 — Подруги — городовой
10. 1944 — Юбилей (короткометражный) — Хирин
11. 1948 — Искусство актёра (документальный) — Чичиков (сцена из спектакля «Мёртвые души»)
12. 1954 — Испытание верности — Савва Викентьевич
13. 1957 — Девушка без адреса — Тимофей Тимофеевич, гардеробщик МТО
14. 1958 — Искусство большой правды (документальный)
15. 1959 — Театр зовёт (короткометражный) — артист
16. 1969 — На пороге (фильм-спектакль) — Зинин, старый профессор

## Звания и награды
Почётные звания:
- заслуженный артист РСФСР (1933)
- народный артист РСФСР (1938)
- народный артист СССР (1948)
- доктор искусствоведения (1965)

Государственные премии:
- Сталинская премия первой степени (1946) — за исполнение роли инженера Мориса в спектакле «Глубокая разведка» А. А. Крона
- Сталинская премия первой степени (1952) — за исполнение роли профессора Кругосветлова в спектакле «Плоды просвещения» Л. Н. Толстого

Ордена и медали:
- Два ордена Трудового Красного Знамени (03.05.1937 — за выдающиеся заслуги в деле развития русского театрального искусства, 1948)
- Медаль «За оборону Москвы» (1948)
- Медаль «За доблестный труд в Великой Отечественной войне 1941—1945 гг.» (1946)
- Медаль «В память 800-летия Москвы» (1948)

## Память
- В Казахстане, в Кустанайской области, в городе Рудный именем актёра названа одна из улиц города.
- В Москве, в Глинищевском переулке, на доме 5/7, в котором актёр жил в 1942—1970 годах, установлена мемориальная доска. Авторы: отец и сын Юрий Георгиевич и Юрий Юрьевич Нероды.

### Сочинения
- К. С. Станиславский на репетиции, М.-Л., 1949;
- О технике актёра, М., 1954;
- Разведчики будущего, в сб.: Образ моего современника, М., 1951;
- Из жизни в театре, в сб.: Театральный альманах, кн. 3 (5), М., 1946;
- Теория и практика системы К. С. Станиславского, «Театр», 1950, № 2;
- Действие, слово, сверхзадача, там же, 1950, № 11;
- Жизненная правда сценического действия, там же, 1951, № 11;
- Актёр в ансамбле, там же, 1952, № 4;
- К. С. Станиславский, режиссёр-педагог, «Театральная жизнь», 1961, № 7, 8, 9, 23;
- Импровизация в творчестве актёра, там же, 1964, № 7.